# Richard Ohnsorg
Richard Ohnsorg (nat el 3 de maig de 1876 a Hamburg i mort l'11 de maig de 1947 ibidem) va ser un actor i director de teatre alemany, conegut pel seu activisme per a la llengua i la literatura baix alemanyes.

## Biografia
Ohnsorg va estudiar filologia anglesa i alemanya a la Universitat de Marburg. Va obtenir el doctorat el 1900 a Rostock (Mecklemburg-Pomerània Occidental). El 1901 va començar a treballar a la biblioteca de l'estat d'Hamburg i al 10 d'abril de 1931 va esdevenir bibliotecari principal.

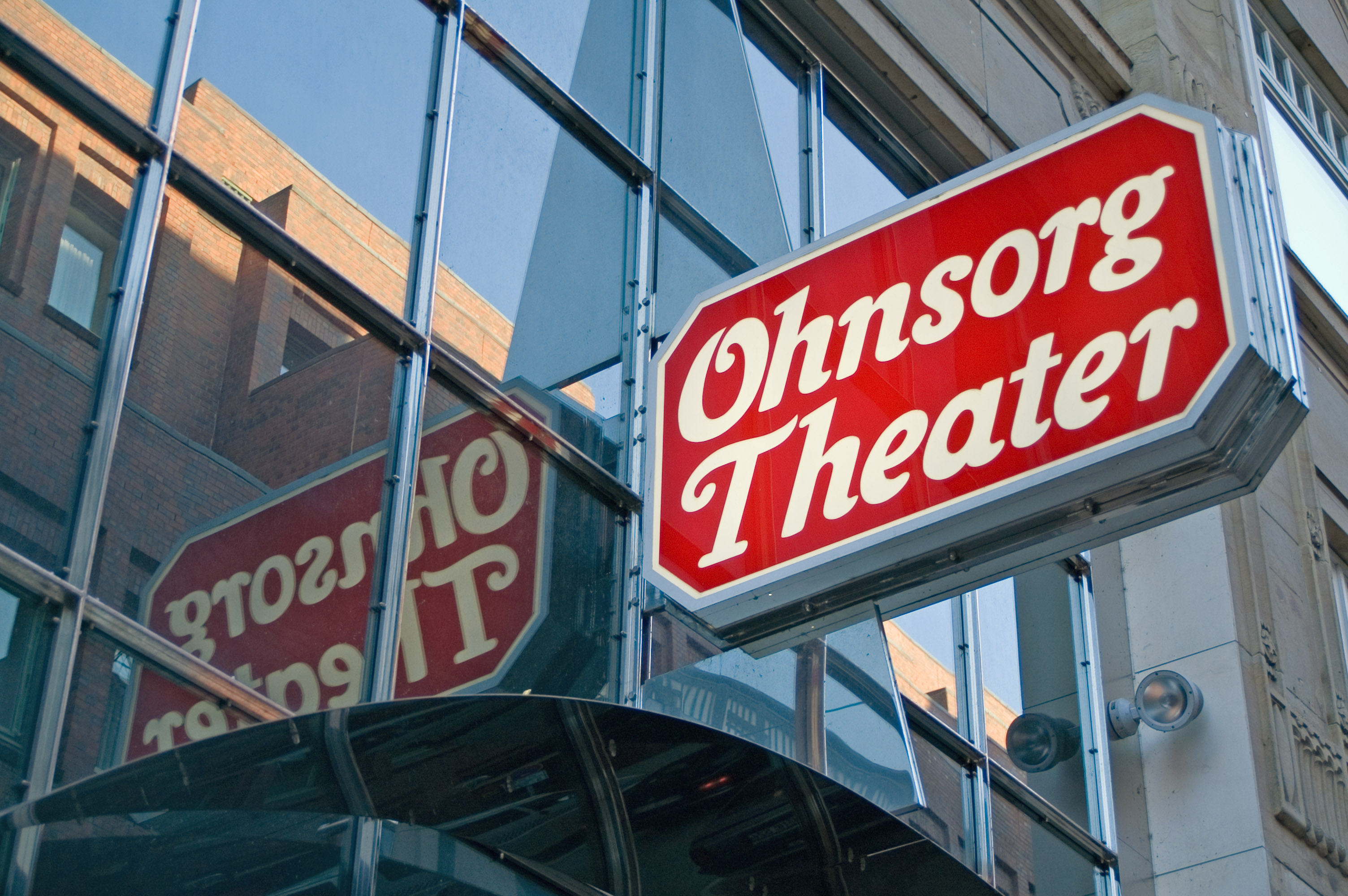
Entrada de l'antic teatre Ohnsorg a Hamburg

És conegut com a fundador, director i actor d'un teatre en baix alemany: La Dramatische Gesellschaft Hamburg va crear-se el 12 d'octubre de 1902 a un restaurant al Gänsemarkt, a prop del teatre de l'Òpera d'Hamburg. El nom va canviar el 1920 en Niederdeutsche Bühne Hamburg. El 1945, Rudolf Beiswanger va succeir-lo i el teatre canvià altra vegada de nom: Richard Ohnsorg Theater, avui abreujat com a Ohnsorg-Theater. Aquesta seva acció capdavantera va emprendre un llarg moviment de teatre popular en baix alemany, que va expandir-se a tot el nord de l'Alemanya, sota el nom Niederdeutsche Bühnenbewegung. Va entusiasmar i animar tota una sèrie d'actors i d'actrius popular, que van contribuir a l'èxit de l'obra de sa vida: Magda Bäumken, Otto Lüthje, Walter Scherau, Heidi Kabel, Hilde Sicks, Heinz Lanker i Heini Kaufeld.

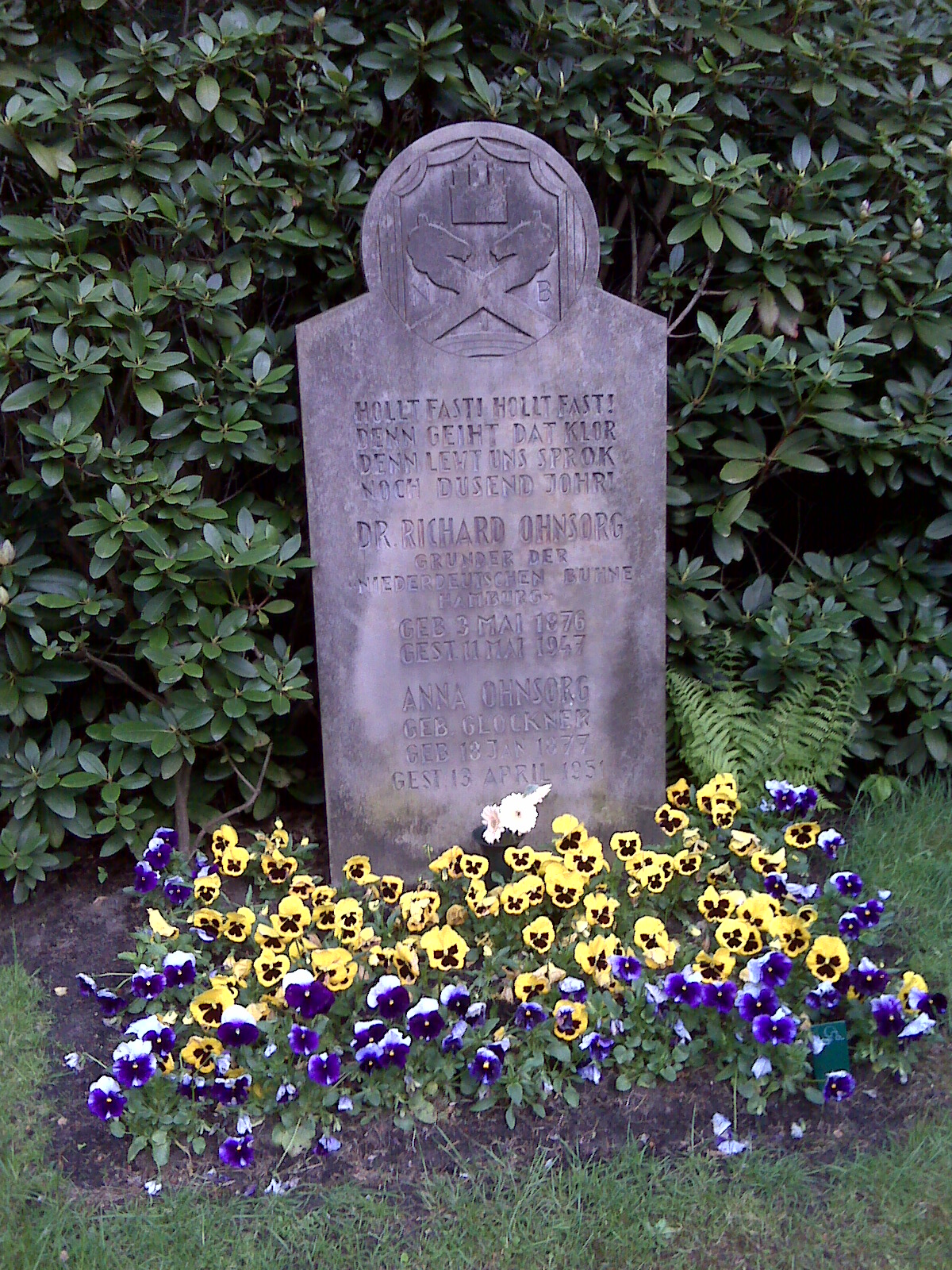
El seu sepulcre a Ohlsdorf (Hamburg)

Richard Ohnsorg va morir l'11 de maig de 1947 a la seva ciutat natal. Van sebollir-lo al cementiri d'Ohlsdorf. Al seu sepulcre hom pot llegir en baix alemany: Persevereu, persevereu! Tot s'endreçarà i la nostre llengua viurà mil anys més.